# 长茎婆罗门参
长茎婆罗门参（学名：Tragopogon elongatus）为菊科婆罗门参属下的一个种。

## 扩展阅读
- 維基物種上的相關：长茎婆罗门参